# ولایت تخار
ولایت تَخار یکی از ۳۴ ولایت افغانستان است که در شمال‌شرق این کشور واقع شده است. این ولایت از شمال با تاجیکستان، از شرق با بدخشان، از جنوب با پنجشیر و بغلان و از غرب با کندز هم‌مرز است. مرکز آن، شهر تالقان است. تخار با مساحتی معادل ۱۲٬۴۵۷ کیلومتر مربع، جمعیتی بالغ بر ۱٬۰۹۳٬۰۹۲ نفر را در خود جای داده است.
این ولایت نام خود را از قوم باستانی تخارها گرفته است که در هزاره اول پیش از میلاد در این منطقه ساکن بودند و بعدها امپراتوری قدرتمند کوشانی را بنیان نهادند. تخار به دلیل موقعیت استراتژیک و حاصلخیزی زمین‌هایش، در طول تاریخ همواره یکی از کانون‌های مهم سیاسی، فرهنگی و اقتصادی در منطقه خراسان بزرگ بوده است. آمودریا و رود کوکچه مهم‌ترین رودهای این ولایت هستند که نقش حیاتی در کشاورزی آن دارند.

## نام‌شناسی
نام «تخار» از قوم باستانی تخارها گرفته شده است که در منابع تاریخی به شکل‌های گوناگونی ثبت شده است:
- توشارا ((به سانسکریت: तुखार)): در منابع هند باستان آمده و به معنای «برف سرد» یا «سرزمین سردسیر» است.[۲]
- تُخاروی ((به یونانی: Τόχαροι)): نامی که مورخان یونان باستان برای ساکنان این منطقه به کار می‌بردند.
- توچاری ((به لاتین: Tochari)): شکل لاتین نام این قوم است.[۳]
- توخارا (Tokhara): در متون بودایی قرن چهارم میلادی، مانند ویبهاسا-ساسترا، به این شکل آمده است.
- تودخار (Thod-kar) یا توگار (Tho-gar): نام این منطقه در منابع تبتی است.[۴]
- تولولو ((به چینی: 吐火罗)): نامی که در منابع چینی، به‌ویژه در دوره دودمان‌های شمالی و دودمان تانگ، برای این منطقه استفاده می‌شد.[۵]

در دوره‌های اسلامی، این منطقه به تخارستان معروف بود که گستره آن وسیع‌تر از ولایت امروزی تخار بود.

## پیشینه

شاهنشاهی کوشانی در اوج گستردگی در زمان کانیشکا. تخارستان یکی از مهدهای اصلی این امپراتوری بود.

تخار بخشی از سرزمین باستانی باختر است و پیشینه تاریخی بسیار غنی دارد. این منطقه مهد تمدن آمودریا بوده و در مسیر راه ابریشم قرار داشته است.

### دوران باستان
در قرن دوم پیش از میلاد، اقوام آریایی معروف به تخارها (که در منابع چینی یوئه‌چی نامیده شده‌اند) پس از مهاجرت از شرق، به باختر حمله کرده و به سلطه دولت یونانی بلخ پایان دادند. آن‌ها سپس شاهنشاهی کوشانی را بنیان نهادند که به یکی از بزرگ‌ترین امپراتوری‌های جهان باستان تبدیل شد. در این دوره، تخارستان به یکی از مراکز مهم آیین بودایی، هنر و تجارت تبدیل شد. محوطه باستانی آی‌خانم، که گمان می‌رود همان اسکندریه اوکسیانا باشد، نشان‌دهنده عمق نفوذ فرهنگ هلنیستی در این منطقه است.
پس از کوشانیان، این منطقه تحت سلطه کیداریان، هفتالیان و شاهنشاهی ساسانی قرار گرفت.

### دوره اسلامی تا معاصر
در اواسط قرن هفتم میلادی (حدود سال ۳۲ قمری)، تخارستان توسط سپاهیان مسلمان به رهبری عبدالله بن عامر فتح شد. در قرون بعدی، این منطقه به ترتیب تحت حاکمیت طاهریان، صفاریان، سامانیان، غزنویان، سلجوقیان، غوریان و خوارزمشاهیان قرار گرفت. پس از حمله مغول، تخار بخشی از قلمرو ایلخانان و سپس تیموریان شد.
از قرن شانزدهم تا اواسط قرن هجدهم، تخار تحت کنترل خانات بخارا بود تا اینکه در سال ۱۷۵۰ میلادی، احمدشاه درانی آن را به قلمرو امپراتوری درانی ضمیمه کرد.

### تاریخ معاصر
در سال ۱۹۶۴ میلادی، در نتیجه اصلاحات اداری، ولایت قطغن به سه ولایت بغلان، کندز و تخار تقسیم شد و ولایت تخار به شکل امروزی خود به وجود آمد. در دوران جنگ شوروی در افغانستان، این ولایت یکی از پایگاه‌های اصلی نیروهای مقاومت به رهبری احمدشاه مسعود و برهان‌الدین ربانی بود. پس از سقوط دولت کمونیستی، و به ویژه پس از سقوط کابل به دست طالبان در سال ۱۹۹۶، شهر تالقان به عنوان مرکز سیاسی و نظامی دولت اسلامی افغانستان و مقر فرماندهی ائتلاف شمال عمل می‌کرد. این شهر تا ژانویه ۲۰۰۱ در کنترل نیروهای ائتلاف شمال باقی ماند تا اینکه توسط طالبان تصرف شد، اما در نوامبر همان سال دوباره به کنترل ائتلاف شمال درآمد.
در ۲۶ اکتبر ۲۰۱۵، زمین‌لرزه‌ای شدید به بزرگی ۷٫۵ ریشتر این ولایت را لرزاند که خسارات جانی و مالی فراوانی به بار آورد.

## جغرافیا
ولایت تخار در شمال‌شرق افغانستان واقع شده و منطقه‌ای عمدتاً کوهستانی و حاصلخیز است. این ولایت از شمال توسط آمودریا از تاجیکستان جدا می‌شود. رود کوکچه نیز از مرکز این ولایت عبور کرده و در ولسوالی دشت قلعه به آمودریا می‌پیوندد. رودهای فرعی دیگری مانند رود تالقان و رود فرخار نیز در حاصلخیزی این منطقه نقش دارند.

### آب و هوا
آب و هوای تخار قاره‌ای است؛ تابستان‌ها گرم و خشک و زمستان‌ها سرد و برفی. دمای هوا در زمستان در مناطق کوهستانی گاهی به منفی ۲۹ درجه سانتی‌گراد می‌رسد و در تابستان در دشت‌های شمالی تا ۴۰ درجه سانتی‌گراد افزایش می‌یابد. میزان بارندگی سالانه متغیر است و بیشتر بارش‌ها در فصول زمستان و بهار رخ می‌دهد.

## دولت و سیاست
مرکز ولایت تخار شهر تالقان است. این ولایت به ۱۷ واحد اداری یا ولسوالی تقسیم شده است. در حال حاضر، والی تخار قاری محمد اسماعیل است.

### فهرست ولسوالی‌ها
| ولسوالی         | مرکز            | جمعیت (تخمینی) | مساحت              |
| --------------- | --------------- | -------------- | ------------------ |
| اشکمش           | اشکمش           | ۶۱٬۲۰۰         | ۱٬۵۸۷ کیلومتر مربع |
| بنگی            | بنگی            | ۴۲٬۳۰۰         | ۵۶۶ کیلومتر مربع   |
| بهارک           | بهارک           | ۴۵٬۹۰۰         | ۳۲۱ کیلومتر مربع   |
| تالقان          | تالقان          | ۲۵۸٬۷۰۰        | ۱٬۰۷۴ کیلومتر مربع |
| چال             | چال             | ۳۶٬۰۰۰         | ۳۳۱ کیلومتر مربع   |
| چاه‌آب           | چاه‌آب           | ۸۸٬۰۰۰         | ۷۶۴ کیلومتر مربع   |
| خواجه بهاءالدین | خواجه بهاءالدین | ۲۸٬۹۰۰         | ۴۴۷ کیلومتر مربع   |
| خواجه غار       | خواجه غار       | ۵۹٬۰۰۰         | ۴۰۲ کیلومتر مربع   |
| درقد            | درقد            | ۲۸٬۷۰۰         | ۳۹۳ کیلومتر مربع   |
| دشت قلعه        | دشت قلعه        | ۴۱٬۴۰۰         | ۲۸۱ کیلومتر مربع   |
| روستاق          | روستاق          | ۱۶۳٬۰۰۰        | ۱٬۹۱۵ کیلومتر مربع |
| فرخار           | فرخار           | ۵۲٬۱۰۰         | ۱٬۲۱۴ کیلومتر مربع |
| کل‌افغان         | کل‌افغان         | ۳۹٬۲۰۰         | ۴۷۹ کیلومتر مربع   |
| نمک‌آب           | نمک‌آب           | ۱۴٬۱۰۰         | ۵۳۲ کیلومتر مربع   |
| ورسج            | ورسج            | ۴۲٬۲۰۰         | ۱٬۷۹۱ کیلومتر مربع |
| هزارسموچ        | هزارسموچ        | ۱۵٬۰۰۰         | ۳۰۹ کیلومتر مربع   |
| ینگی‌قلعه        | ینگی‌قلعه        | ۴۸٬۴۰۰         | ۲۴۷ کیلومتر مربع   |

## اقتصاد
اقتصاد تخار عمدتاً بر پایه کشاورزی، مالداری و صنایع دستی استوار است.

### کشاورزی
تخار یکی از قطب‌های کشاورزی افغانستان است. زمین‌های حاصلخیز این ولایت که توسط رودهای آمو و کوکچه آبیاری می‌شوند، برای کشت محصولاتی چون گندم، جو، برنج و ذرت بسیار مناسب است. تخار با تولید سالانه حدود ۷۵ هزار تن برنج، یکی از بزرگ‌ترین تولیدکنندگان این محصول در کشور است.
باغداری نیز در این ولایت رونق دارد و محصولاتی مانند سیب، گیلاس، زردآلو، انگور و خربوزه از تولیدات مهم آن هستند.

### صنایع دستی
صنایع دستی در تخار ریشه در فرهنگ و تاریخ مردم این منطقه دارد. چرم‌دوزی (چموس‌دوزی)، تولید لباس‌های پشمی، خامک‌دوزی و بافت پارچه‌های سنتی مانند اَلَچه از جمله مهم‌ترین صنایع دستی این ولایت هستند که عمدتاً توسط زنان در روستاها تولید می‌شوند.

### معادن و منابع طبیعی
ولایت تخار دارای منابع طبیعی قابل توجهی است. مهم‌ترین این منابع، معادن طلا در کناره‌های رود کوکچه و آمودریا است که به صورت سنتی و غیرصنعتی استخراج می‌شود. همچنین، این ولایت دارای ذخایر بزرگ زغال‌سنگ است که معدن اصلی آن در ولسوالی چال قرار دارد.

## زیرساخت‌ها

### حمل و نقل
فرودگاه تالقان مهم‌ترین فرودگاه این ولایت است که پروازهای داخلی را پشتیبانی می‌کند. شبکه جاده‌ای تخار، این ولایت را به ولایات همجوار مانند کندز، بغلان و بدخشان متصل می‌کند. بندر شیرخان در ولایت کندز، نزدیک‌ترین مسیر تجاری برای دسترسی تخار به آسیای میانه است.

### انرژی
بخش قابل توجهی از برق شهر تالقان و نواحی اطراف آن از طریق برق وارداتی از تاجیکستان تأمین می‌شود. با این حال، بسیاری از مناطق روستایی و ولسوالی‌ها به شبکه برق دسترسی ندارند و از منابع محلی مانند ژنراتورهای دیزلی یا سیستم‌های کوچک برق آبی استفاده می‌کنند.

## مردم‌شناسی
جمعیت ولایت تخار در سال ۲۰۲۰ حدود ۱٬۰۹۳٬۰۹۲ نفر برآورد شده است. این ولایت از نظر قومیتی متنوع است، اما تاجیک‌ها گروه قومی اکثریت را تشکیل می‌دهد. ازبک‌ها، پشتون‌ها، هزاره‌ها و کوچی‌ها از دیگر گروه‌های قومی ساکن در این ولایت هستند. زبان اصلی و رایج میان مردم، زبان فارسی با گویش محلی است و زبان‌های ازبکی و پشتو نیز گویشوران خود را دارند. اکثریت قریب به اتفاق جمعیت این ولایت مسلمان و پیرو مذهب اهل سنت هستند و اقلیت‌های شیعه و اسماعیلی نیز در این منطقه زندگی می‌کنند.

## فرهنگ و آموزش
تخار دارای پیشینه فرهنگی غنی است. موسیقی محلی با سازهایی مانند دنبوره، غیچک و رباب جایگاه ویژه‌ای در میان مردم دارد. در دهه‌های اخیر، فعالیت‌های فرهنگی با تأسیس انجمن‌های فرهنگی و رسانه‌های چاپی و دیجیتال گسترش یافته است.
در زمینه آموزش، ولایت تخار دارای بیش از ۶۰۰ مدرسه است. دانشگاه تخار در شهر تالقان مهم‌ترین مرکز آموزش عالی این ولایت محسوب می‌شود. علاوه بر این، چندین مؤسسه تربیت معلم و مدارس دینی نیز در این ولایت فعال هستند.

## مکان‌های تاریخی
- آی‌خانم: مهم‌ترین محوطه باستانی تخار و یکی از مهم‌ترین سایت‌های باستان‌شناسی افغانستان است. این شهر که گمان می‌رود همان اسکندریه اوکسیانا باشد، توسط اسکندر مقدونی بنا نهاده شد و در دوره یونان-باختری یکی از مراکز مهم فرهنگ هلنیستی در شرق بود. متأسفانه این محوطه در جریان جنگ‌های داخلی به شدت غارت شد.
- زیارت خواجه بهاءالدین: آرامگاه یکی از شخصیت‌های مهم نقشبندیه که در ولسوالی خواجه بهاءالدین قرار دارد.
- زیارت خواجه غار بابا
- قلعه ذوبین

## افراد سرشناس
- برهان‌الدین ربانی: رئیس‌جمهور پیشین افغانستان و از رهبران جهادی.
- محمدداوود داوود: از فرماندهان ارشد نظامی و رئیس پلیس حوزه شمال.
- عبدالمطلب بیگ: نماینده پیشین مجلس و از فرماندهان جهادی.
- محمدعمر (والی): والی پیشین کندز و از فرماندهان جهادی.